# Dušan Poloz
Dušan Poloz (* 9. května 1965 v Gottwaldově-Zlíně) je český házenkářský trenér, od roku 2012 do ledna 2015 působící v týmu úřadujícího českého mistra DHK Baník Most a od roku 2013 i u slovenské ženské reprezentace.
Trenérskou kariéru začal v roce 1992 v Bystřici pod Hostýnem, kde působil do roku 1996 jako hlavní trenér tamního mužského týmu. Jeho prvním ženským týmem byl HC Novesta Zlín, kde působil jako asistent hlavního trenéra v letech 1996–1998.
Je absolventem Fakulty tělesné výchovy a sportu v Oslo.
V letech 2005–2008 trénoval juniory norského Follo HK (2008 vyhrál Norský pohár juniorů), v letech 2009–2010 ženy HC Zlín (2009 3. místo WHIL), 2010 juniory Bekkelagat Oslo (vítěz Norského poháru juniorů).
V ročníku 2012/13 vyhrál s DHK Baník Most Challenge Cup, WHIL a stal se i Mistrem ČR.